# كريستير جورج
كريستير جورج (بالنرويجية البوكمول: Christer George)‏ (11 أغسطس 1979 بأوسلو في النرويج - ) هو لاعب كرة قدم نرويجي في مركز الوسط. شارك مع Norway national under-15 association football team ‏ ومنتخب النرويج تحت 16 سنة لكرة القدم ومنتخب النرويج تحت 17 سنة لكرة القدم ومنتخب النرويج تحت 18 سنة لكرة القدم ومنتخب النرويج تحت 19 سنة لكرة القدم ومنتخب النرويج تحت 20 سنة لكرة القدم ومنتخب النرويج تحت 21 سنة لكرة القدم ومنتخب النرويج لكرة القدم. أما مع النوادي، فقد لعب مع آرهوس جمناستيك فورينينغ ونادي روسنبورغ ونادي سترومسغودست ونادي شايد ونادي قرطبة وFC Fredericia ‏.

## مسيرته الكروية
لعب كريستير جورج خلال مسيرته الاحترافية مع 6 أندية في سبعة عشر موسمًا وسجل خلالها 52 هدفًا ضمن 270 مباراة. حيث فاز في موسم واحد بالكأس وفي خمسة مواسم بالدوري.
خاض كريستير جورج مسيرته مع نادي شايد ما بين عامي 1997 و1998 لمدة موسم واحد، مشاركًا في 10 مباريات ولم يسجل أي هدف. ثم انتقل إلى نادي سترومسغودست لكرة القدم في موسم 1998 في المرة الأولى واستمر معه طيلة ثلاثة مواسم ثم في موسم 2006 ليلعب معه أربعة مواسم، حيث شارك طوالها في 122 مباراة سجل خلالها 29 هدفًا. لينتقل بعدها إلى نادي روسنبورغ في موسم 2000 في المرة الأولى ليلعب معه أربعة مواسم ثم ما بين عامي 2004 و2005 لمدة موسم واحد، مشاركًا طوالها في 67 مباراة سجل خلالها 12 هدفًا. ثم انتقل إلى نادي قرطبة في موسم 2003–04 لمدة موسم واحد، مشاركًا في 29 مباراة سجل خلالها هدفًا واحدًا. هذا وانتقل لاحقًا إلى نادي آرهوس جمناستيك فورينينغ في موسم 2004–05 ولمدة موسمين، مشاركًا في 40 مباراة سجل خلالها 10 أهداف. ثم انتقل بعدها إلى FC Fredericia ‏ في موسم 2009–10 لمدة موسم واحد، مشاركًا في مباراتين ولم يسجل أي هدف.

## وصلات خارجية
- كريستير جورج على موقع اتحاد النرويج (النرويجية)
- كريستير جورج على موقع قاعدة بيانات كرة القدم.إي يو (الإنجليزية)
- كريستير جورج على موقع ناشيونال فوتبول تيمز (الإنجليزية)
- كريستير جورج على موقع عالم كرة القدم.نت (الإنجليزية)